# Dopium
Albums de U-God
Mr. Xcitement
(2005) The Keynote Speaker
(2013)
Dopium est le troisième album studio de U-God, sorti le 23 juin 2009.
L'album s'est classé 93e au Top R&B/Hip-Hop Albums.

## Liste des titres
| No  | Titre                                                      | Contient un (des) sample(s) de | Durée |
| --- | ---------------------------------------------------------- | --- | ----- |
| 1.  | Train Trussle (featuring Ghostface Killah et Scotty Wotty) | Living a Little, Laughing a Little des Spinners Wanted Men des Shadez of Brooklyn featuring Scotty Wotty Interview de Mike Tyson après son combat avec Lennox Lewis (2002) Man Up de Ghostface Killah et Trife featuring Sun God | 4:54  |
| 2.  | God Is Love (featuring Cappadonna et Killah Priest)        | It Ain't Rainin' (On Nobody's House but Mine) des Dramatics Sweet Love de Method Man featuring Cappadonna et Streetlife | 3:50  |
| 3.  | Stomp da Roach (featuring GZA et Scotty Wotty)             | You're What's Been Missin' From My Life des Whispers | 3:24  |
| 4.  | Lipton (featuring Mike Ladd)                               | | 3:21  |
| 5.  | Coke (featuring Raekwon et Slaine)                         | | 4:00  |
| 6.  | Magnum Force (featuring Jim Jones et Sheek Louch)          | The Way We Were / Try to Remember de Gladys Knight & the Pips | 4:12  |
| 7.  | Hips                                                       | | 3:18  |
| 8.  | Wu-Tang (featuring Method Man)                             | Foxy Lady de Booker T. and the M.G.'s Da Mystery of Chessboxin' du Wu-Tang Clan Wandering Star by Portishead (1994) | 3:03  |
| 9.  | Dopium                                                     | Let Me Love You de Teddy Pendergrass | 3:18  |
| 10. | Rims Pokin Out (featuring LeathaFace)                      | | 4:18  |
| 11. | New Classic (featuring Large Professor)                    | What's Next de Fantasy Classic Emergency de Large Professor | 1:59  |
| 12. | Stomp da Roach (Remix) (featuring GZA et Scotty Wotty)     | | 2:42  |
| 13. | Dopium (Remix)                                             | | 3:42  |
| 14. | Hips (Remix)                                               | | 5:33  |